# 井上清 (官僚)
井上 清（いのうえ きよし、1885年（明治18年）1月6日 - 没年不詳）は、朝鮮総督府官僚。

## 経歴
東京府東京市牛込区（現在の東京都新宿区）に伊藤正誼の四男として生まれ、井上周富の養子となった。1909年（明治42年）、東京帝国大学法科大学政治科を卒業し、高等文官試験に合格した。朝鮮総督府臨時土地調査局監査官、忠清南道第二部長、咸鏡北道第一部長、財務局税務課長、咸鏡南道内務部長、京畿道内務部長を歴任した。1929年（昭和4年）より朝鮮煙草元売捌株式会社専務取締役、同社長を務めるが、1931年（昭和6年）に京城府尹に任命された。1933年（昭和8年）には逓信局長に就任した。
1936年（昭和11年）に退官した後は、南朝鮮水力電気株式会社社長、朝鮮電力株式会社専務取締役などを務めた。